# Avenida Manuel Córdova Galarza
Die Avenida Manuel Córdova Galarza ist eine etwa 13 Kilometer lange bedeutende Ausfallstraße im Norden der ecuadorianischen Hauptstadt Quito. Sie ist Teil der Nationalstraße E28 (Vía Colectora Quito-La Independencia) von Quito ins nordwestlich gelegene La Independencia und bindet die nördlich Quitos gelegenen Vororte San Antonio de Pichincha und Pomasqui an die Stadt an.

## Verlauf
Die Avenida Manuel Córdova Galarza beginnt am Redondel El Condado, einer Kreuzung der Avenida Mariscal Sucre und der Avenida de la Prensa. An diesem Platz treffen die Grenzen der Parroquias El Condado, Ponceano und Carcelén aufeinander. Die Straße verläuft dann in nördlich bis nordöstlicher Richtung parallel zum Río Monjas und bildet die Grenze zwischen El Condado und Carcelén. Westlich gelegen sind ein Park mit Golf- und Tennisplätzen, die psychiatrische Klinik Sagrado Corazón sowie die Militärhochschule Eloy Alfaro. Anschließend durchquert die Avenida den Ortskern von Pomasqui. In Höhe der Polizeihochschule Gral. Alberto Enríquez Gallo besteht eine Querverbindung entlang des Río Monjas zur östlich gelegenen und weitgehend parallel zur Avenida Manuel Córdova Galarza verlaufenden Avenida Simón Bolívar.
Im Folgenden werden verschiedene entlang der Straße entstandene Stadtrandsiedlungen erschlossen, bevor unmittelbar nördlich des Cemexpo-Geländes (Ausstellungs- und Veranstaltungshalle) die Fluren San Antonios erreicht werden. Hier tangiert die Straße zunächst weitere Stadtrandsiedlungen. Am südlichen Rand des geschlossenen Ortsgebiets von San Antonio hat die Avenida einen großen Kreisverkehr mit einer weiteren Querverbindung zur Avenida Simón Bolívar und der südlichen Zufahrtsstraße San Antonios. Etwa zwei Kilometer weiter nördlich endet die Avenida Manuel Córdova Galarza an einem weiteren Kreisverkehr in unmittelbarer Nähe der Ciudad Mitad del Mundo und des ehemaligen Sitzes der Union Südamerikanischer Nationen (Unasur), dem Edificio Néstor Kirchner. Die E28 führt von dort weiter in Richtung Westen nach San Miguel de los Bancos.

## Geschichte
Zunächst gab es Nahe des Straßenbeginns eine Mautstation und das Befahren der Straße war kostenpflichtig. Im Jahr 2014 wurde die Avenida im Zusammenhang mit der Neueröffnung des Unasur-Sitzes in San Antonio umfassend saniert und umgebaut und dabei auch die Mautstation abgebrochen. Die Kosten des Ausbaus beliefen sich auf 16 Millionen US-Dollar.
Mit der Verkehrsfreigabe der Verlängerung der Avenida Simón Bolívar zwischen der Panamericana in Carapungo und Pomasqui bzw. San Antonio de Pichincha ab 2018 wurde die Avenida Manuel Córdova Galarza, die zuvor die einzige schnelle Verbindung von Quito in die nordwestlichen Vororte war, vom Verkehr entlastet.

## Ausbauzustand
Die Avenida Manuel Córdova Galarza hat zwei getrennte Richtungsfahrbahnen mit je zwei Fahrstreifen. Abschnittsweise sind Gehwege vorhanden.
Große Kreisverkehre an Knotenpunkten sind:
- Redondel El Condado, dreistreifig
- südlich San Antonio de Pichincha, dreistreifig mit Bypässen
- Höhe Mitad del Mundo, zweistreifig